# Лю Сіньюань
Лю Сіньюань (народився 11 листопада 1927 року, провінція Хунань, Китай) – китайський фахівець у галузі молекулярної біології, біохімік. 

## Життєпис
Іноземний член Національної академії наук України (1992). Закінчив Нанькайський університет (м. Тяньцзінь, Китай, 1952). Працював у медичній школі в провінції Хебей (1952–1957), в інституті біохімії Шанхайського університету (1960–2000; обидва – Китай). 1983–84 був запрошеним ученим Інституту молекулярної біології Роша (м. Натлі, штат Нью-Джерсі, США). Від 2000 – в Інституті біохімії і клітинної біології Китайської Академії Наук (м. Шанхай). Наукові дослідження: регуляторні механізми вірусних інфекцій, зокрема гепатиту В і С, молекулярні механізми впливу суперінтерферону на різні види злоякісних пухлин.